# 細川町桃津
細川町桃津（ほそかわちょうももつ）は、兵庫県三木市にある大字。旧・美嚢郡細川村大字桃津。郵便番号は673-0712。

## 地理
- 細川地区の中央部に位置し、室町時代に冷泉政為がこの地に屋敷を構えたことにより村が形成された。由来は口吉川町桃坂から桃を運んだのが川の渡しを使ったことから名付けられた。[4][5]東側は口吉川町蓮花寺・西側は細川町金屋・南側は細川町豊地・北側は細川町高篠と接する。

## 歴史
- 1954年6月1日 - 三木市編入に伴い、三木市細川町桃津になる。

### 字域の変遷
| 実施前               | 実施年       | 実施後           |
| -------------------- | ------------ | ---------------- |
| 美嚢郡細川村大字桃津 | 1954年6月1日 | 三木市細川町桃津 |

## 世帯数と人口
2022年（令和4年）2月28日現在の世帯数と人口は以下の通りである。
| 町丁       | 世帯数 | 人口 |
| ---------- | ------ | ---- |
| 細川町桃津 | 35世帯 | 89人 |

## 小・中学校の学区
市立小・中学校に通う場合、学区は以下の通りとなる。
| 番地 | 小学校             | 中学校             |
| ---- | ------------------ | ------------------ |
| 全域 | 三木市立豊地小学校 | 三木市立星陽中学校 |

## 施設
- 大雄寺
- フォレスト三木ゴルフクラブ

## 交通
地内には鉄道、バスは走っていない。